# Alphonse Desjardins (Genossenschafter)

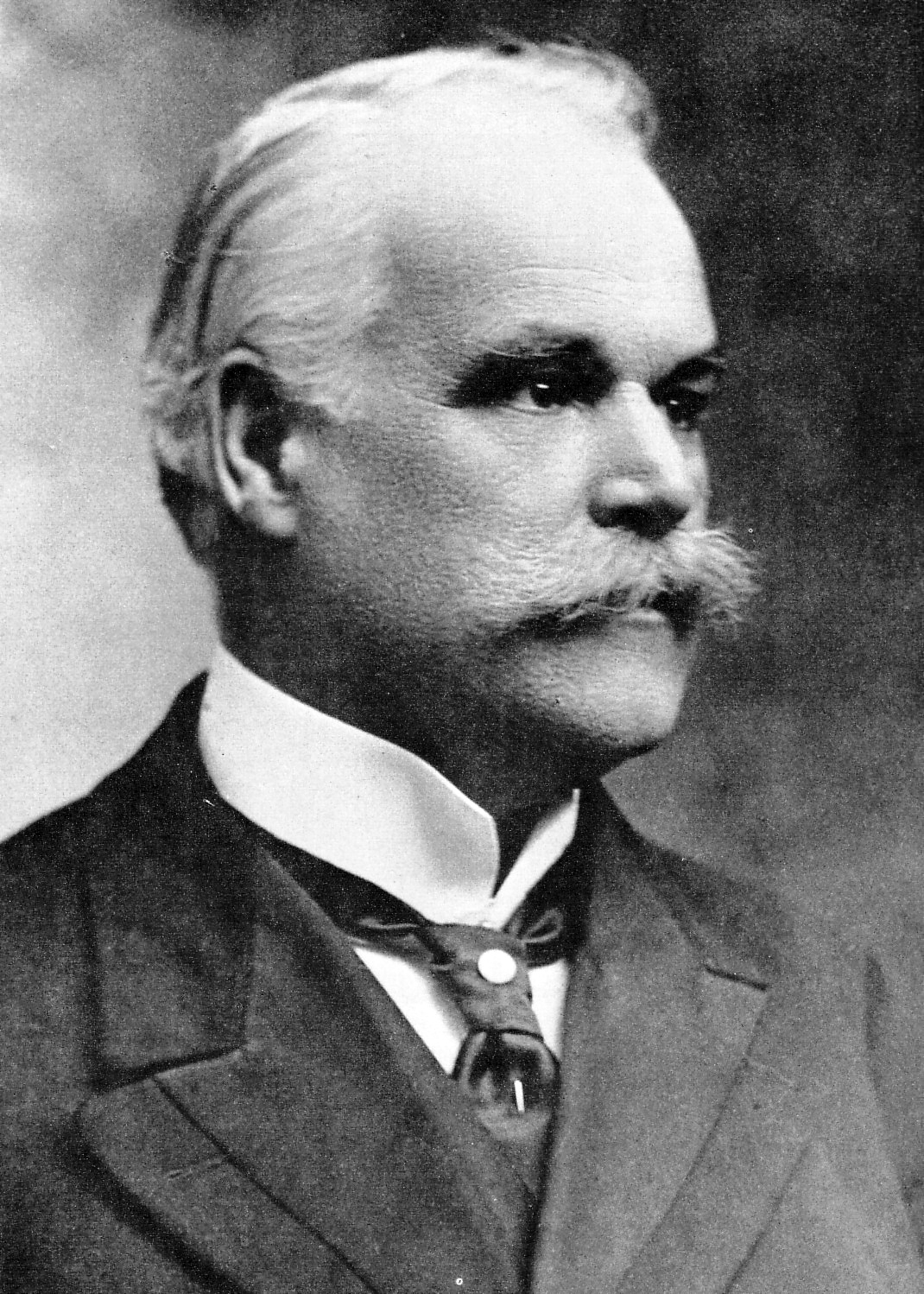
Alphonse Desjardins im Jahre 1915

Gabriel-Alphonse Desjardins (* 5. November 1854 in Lévis, Québec; † 19. April 1920 ebenda) war Mitbegründer der Caisses Desjardins, der ersten nordamerikanischen Genossenschaftsbank.
Die kanadische Regierung, vertreten durch den für das Historic Sites and Monuments Board of Canada zuständigen Minister, ehrte Desjardins am 14. Oktober 1971 für sein Wirken bei der Entstehung der „Caisse Populaire“-Bewegung in Quebec und erklärte ihn zu einer „Person von nationaler historischer Bedeutung“. Neben seiner persönlichen Würdigung und später der seiner Ehefrau, wurde auch die entstandene Bewegung der Genossenschaftsbanken am 23. November 1984 durch die kanadische Regierung als ein „nationales historisches Ereignis“ gewürdigt.

## Leben
Nach dem Wirtschaftsstudium im Collège von Lévis und der Militärschule von Québec trat Desjardins 1869 für zwei Jahre in das Militär ein und beteiligte sich danach an einer Militärexpedition, bis er 1872 nach Lévis zurückkam, um sich fortan einer Karriere als Journalist anzunehmen. Die nächsten Jahre arbeitete er Journalist bei den Zeitungen L'écho und Le Canadien, bis er sich 1878 entschloss, seine Arbeit dem Verlegen der Reden der Nationalversammlung von Québec zu widmen. Im Jahre 1889 wurden jedoch die Mittel für die verlegerische Tätigkeit Déjardins durch die Regierung gestrichen, wodurch er unvermittelt seine Arbeit verlor. 
35-jährig gründete er 1891 in Lévis die Zeitung L'Union Canadienne, die jedoch nur kurzen Bestand hatte. Seine engen Verbindungen mit der konservativen Partei ermöglichten ihm jedoch am 22. April 1892 als französischer Stenograph des kanadischen Parlaments in das kanadische Unterhaus einzutreten. Dieses Amt bekleidete er bis 1917, als er an einer unheilbaren Harnvergiftung erkrankte. 
Am 31. Oktober 1920 starb Alphonse Desjardins 65-jährig an seinem Leiden. 

## Die Anfänge der Caisses populaires

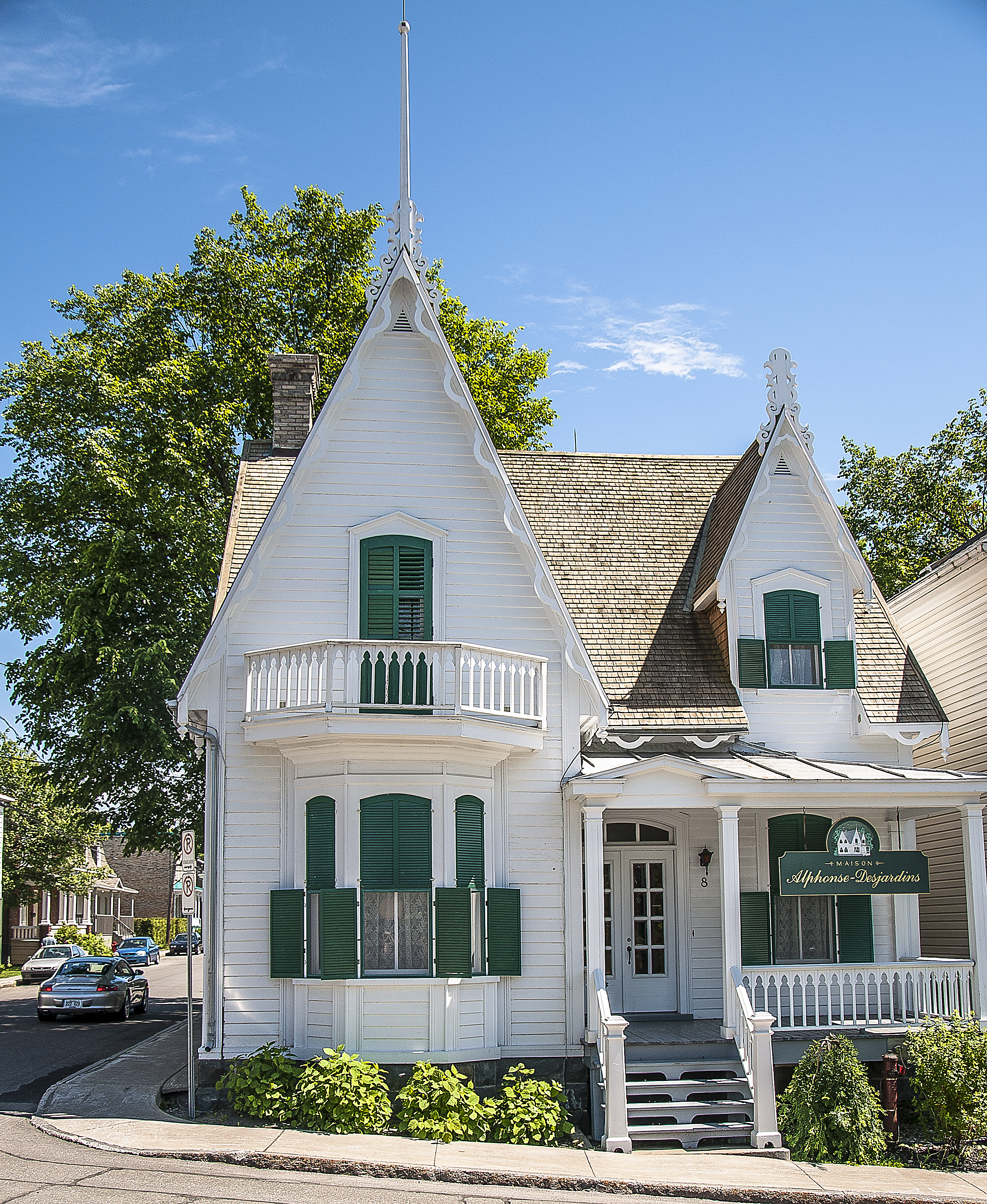
Alphonse Desjardins' Haus in Lévis

1897 wurde Desjardins zunehmend über die Wucherpraxis besorgt und begann mit ausführlichen Nachforschungen über die genossenschaftlichen Spar- und Kreditbewegungen, die sich in der europäischen Gründerzeit entwickelt hatten. Hierzu trat er in intensive Korrespondenz mit den Pionieren der genossenschaftlichen Bewegung, darunter die deutschen Genossenschaftspioniere Friedrich Wilhelm Raiffeisen und Hermann Schulze-Delitzsch und der italienische Volkswirtschaftler Luigi Luzzatti.
Am 6. Dezember 1900 gründete er schließlich mit seiner Frau Dorimène Roy Desjardins die erste Sparkasse Caisse d'épargne Desjardins in Lévis. 